# Centaurea obtusifolia
Centaurea obtusifolia — вид квіткових рослин родини айстрових (Asteraceae). Ендемік Туреччини (Анатолія).

## Середовище
Населяє сухі кам'янисті луки.

## Морфологічна характеристика
Це багаторічник 15–25 см заввишки, сіро-павутинна. Стебла густо облистнені. Листки цілісні, довгасті, тупі, сидячі. Квіткова голова поодинока, велика, куляста. Обгорткові приквітки яйцеподібні, тупі. Квітки жовті. Період цвітіння: весна.